# فینال جام حذفی فوتبال ایتالیا ۲۰۰۴
فینال جام حذفی فوتبال ایتالیا ۲۰۰۴ پنجاه و هفتمین فصل از رقابت‌های کوپا ایتالیا بود. این مسابقه بین لاتزیو و یوونتوس برگزار شد. در نهایت این باشگاه فوتبال لاتزیو بود که برای چهارمین بار قهرمان کوپا ایتالیا شد.